# Кристиан XXX
Кристиан XXX или Кристиан (англ. Christian XXX, род. 8 мая 1974, Берлингтон, Вермонт) — сценическое имя американского порноактёра и продюсера. В начале карьеры, когда снимался в гей-порно, был известен как Maxx Diesel. С тех пор Кристиан снялся более чем в 3000 сцен как транссексуального, так и традиционного порно и выиграл четыре премии AVN Awards. Был главным продюсером / режиссёром компании Naughty America в 2009–2011 годах. Член Зала славы AVN с 2017 года.

## Ранние годы и образование
Родился в Берлингтоне, штат Вермонт. В молодости вместе с семьёй переехал в Сан-Антонио, штат Техас. Оба родителя служили в ВВС США. Имеет двух младших братьев. Один год учился в Тарлетонском государственном университете и играл там в баскетбол, затем вернулся домой и перешёл в Техасский университет в Сан-Антонио, где также играл в баскетбольной команде. В 1997 году получил степень бакалавра по истории.
После окончания бакалавриата поступил в аспирантуру и в течение года был помощником тренера по баскетболу в University of the Incarnate Word, а затем в Северо-Восточном колледже Оклахомы A&M. Вернулся домой, чтобы окончить курсовую работу в сфере образования; работал преподавателем. Два года жил в Лейк Джэксон, Техас, где работал тренером по баскетболу и преподавателем истории в Brazoswood High School. Затем в 2002 году переехал в Лас-Вегас и устроился вышибалой в ночной клуб.

## Карьера

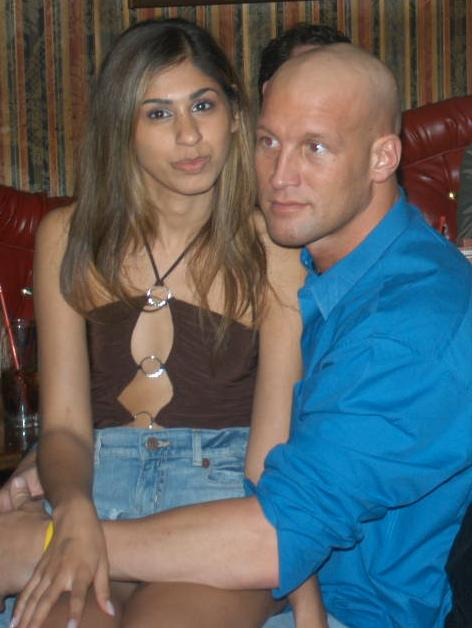
Кристиан XXX и Сахара Найт, 2005 год

Кристиан встречался с порноактрисой Ловетт и в 1999 году записал с ней любительское видео. В 2003 году он связался с режиссером Чи Чи Лару, пытаясь войти в гетеросексуальную киноиндустрию для взрослых. Лару, который также снимал гей-порнографию для Falcon Entertainment, спросил Кристиана, заинтересован ли он в том, чтобы вместо этого выступать в гомосексуальных фильмах. Кристиан согласился, так как мужчины-исполнители, как правило, больше зарабатывают в гей-порнографии, чем в гетеросексуальной — до 2000 долларов за сцену. Кристиан подписал эксклюзивный контракт с Falcon Studios и стал сниматься под именем Maxx Diesel.

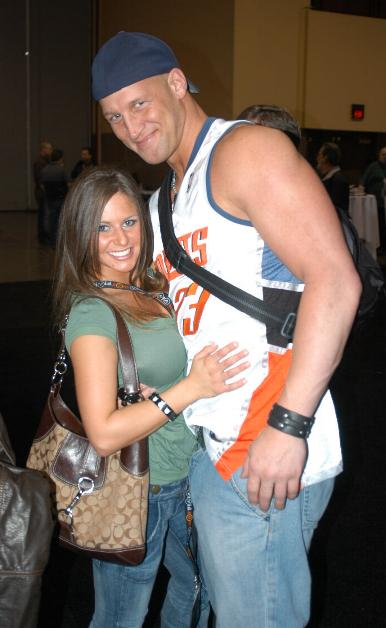
Кристиан XXX и Рэйчел Рокс, 2007 год

В 2004 году он начал выступать в транссексуальных и гетеросексуальных сценах под именем «Кристиан ХХХ». В его резюме были выступления с транссексуалами и женщинами. Он сказал в интервью, что ему нравилось работать в гей-порно, но работодатели в традиционной порноиндустрии сделали очень трудным продолжение работы в обоих жанрах.
В 2012 году он открыл собственные сайты и впоследствии прекратил выступать для других компаний. Сейчас он снимается только для четырёх сайтов, которыми владеет.

### Блоги
У него есть блог о его жизни в бизнесе под названием «Кристиан поет блюз» (Christian Sings the Blues). Он объясняет название как шутку: «я жалуюсь на жизнь, когда трахаюсь каждый день, зарабатываю хорошие деньги и работаю всего около четырёх часов». У него есть второй блог под названием Porn Star Luggage, где он обсуждает различные вещи, которые порнозвёзды приносят с собой.

## Награды
- 2007 AVN Award: лучшая групповая сцена — Fashionistas 2[6]
- 2008 AVN Award: лучшая групповая сцена — Debbie Does Dallas ... Again[7]
- 2008 Tranny Award: лучший не-транссексуальный исполнитель[8]
- 2009 AVN Award: самая возмутительная секс-сцена — Night of the Giving Head[9]
- 2011 Tranny Award for Best Non-Transsexual Performer[10]
- 2013 AVN Award: лучшая транссексуальная секс-сцена — American Tranny 2[11]
- 2013 Tranny Award: лучший не-транссексуальный исполнитель[12]
- 2013 Transgender Film Festival: лучшая мужская роль в длинном клипе — Forbidden Lovers[13]
- 2017 Зал славы AVN[14]